# Deer Harbor
Deer Harbor az Amerikai Egyesült Államok északnyugati részén, Washington állam San Juan megyéjében elhelyezkedő önkormányzat nélküli település.
Deer Harbor postahivatala 1893 óta működik.